# 85168 Albertacentenary
85168 Albertacentenary è un asteroide della fascia principale. Scoperto nel 1989, presenta un'orbita caratterizzata da un semiasse maggiore pari a 3,1760366 UA e da un'eccentricità di 0,2598193, inclinata di 20,60899° rispetto all'eclittica.
L'asteroide è dedicato nel 2005 alla provincia canadese dell'Alberta in occasione del centenario della sua fondazione.